# Río Moyán
Der Río Moyán, alternative Schreibweise: Río Moyan, ist der 39 km lange rechte Quellfluss des Río La Leche im Nordwesten von Peru.

## Flusslauf
Der Río Moyán entspringt in der peruanischen Westkordillere an der Nordwestflanke des 4100 m hohen Cerro Choicopico im äußersten Osten des Distrikts Incahuasi der Provinz Ferreñafe. Der Río Moyán fließt anfangs 5 km in Richtung Nordnordwest. Anschließend wendet er sich allmählich in Richtung Westsüdwest und durchquert dabei den Distrikt. Auf den letzten 9 Kilometern fließt der Río Moyán nach Süden. Dabei wird er im Westen von dem Schutzgebiet Refugio de Vida Silvestre Laquipampa flankiert. Auf den letzten 3 Kilometern bildet der Fluss die Grenze zu der am linken Flussufer gelegenen Provinz Chota (Region Cajamarca). Schließlich trifft der Río Moyán auf den von links heranströmenden Río Sangana und vereinigt sich mit diesem zum Río La Leche.

## Einzugsgebiet
Das Einzugsgebiet des Río Moyán umfasst eine Fläche von etwa 324 km². Dieses erstreckt sich über den zentralen Teil des Distrikts Incahuasi sowie einen kleinen Randbereich im Norden des Distrikts Miracosta, der in der Provinz Chota liegt.